# Ньюэлл, Гейб
Гейб Ло́ган Нью́элл (англ. Gabe Logan Newell; род. 3 ноября 1962, Колорадо, США), также известен под ником Ге́йбен (в русском произношении Габе́н, англ. Gaben) — американский предприниматель и разработчик видеоигр. Один из основателей и генеральный директор компании Valve, занимающейся разработкой компьютерных игр и их цифровой дистрибуцией. В октябре 2017 года был причислен журналом Forbes к списку 100 самых богатых людей США, его состояние оценивалось в 5,5 млрд долларов.

## Биография
Родился 3 ноября 1962 года в штате Колорадо.
После отчисления из Гарвардского Университета Ньюэлл проработал 13 лет в Microsoft, став в конечном счёте миллионером. Ньюэлл сам себя называет «продюсером первых трёх выпусков Windows». Вдохновлённые результатами работ Майкла Абраша, который ранее покинул корпорацию Microsoft для создания компьютерной игры Quake от id Software, Ньюэлл с другим работником Microsoft, Майком Харрингтоном, также покинули Microsoft и создали студию Valve в 1996 году.
Ньюэлл вместе с Харрингтоном использовали свой личный капитал для финансирования Valve и последующей разработки игры Half-Life. В этих целях был куплен исходный код движка Quake engine, который в дальнейшем был сильно переработан. В 1998 году в свет вышла серия игр Half-Life, ставшая основой для таких популярных игр и модификаций, как Counter-Strike и Team Fortress Classic. Вскоре после выхода Half-Life компания принялась за разработку второй части игры. В 2000 году Харрингтон покинул компанию, после чего Ньюэлл выкупил его долю. По приблизительным оценкам различных источников, к 2011 году стоимость Valve Corporation составляла от 2 до 4 млрд долларов. По словам самого Ньюэлла, компания чрезвычайно прибыльна — в пересчёте на сотрудника прибыльнее, чем Google и Apple. В начале 2011 года штат компании насчитывал 250 человек, к концу 2012 он вырос до 400 служащих, при этом около половины сотрудников компании — бывшие создатели модификаций к играм.
В 2007 году Ньюэлл открыто выразил своё недовольство различными ограничениями игровых консолей, с которыми сталкиваются разработчики игр. В частности, он негативно отметил политику Sony по отношению к системе PlayStation 3 и создаваемые компанией трудности в портировании игр для этой платформы от сторонних разработчиков, во многом это было вызвано из-за сложности архитектуры Cell.
В декабре 2010 года журнал Forbes включил Гейба Ньюэлла в свой список людей, которые в 2011 году окажут существенное влияние в сфере своего бизнеса. Ньюэлл был включён в список главным образом за работу его компании над сервисом цифровой дистрибуции Steam, а также за партнёрские отношения с некоторыми крупными разработчиками компьютерных игр. В 2012 году Ньюэлл вошёл в список самых богатых людей мира по версии журнала Forbes, заняв 854 место в мире и 303 место в США. По оценкам экспертов, его заработок в это время составлял 1,5 миллиарда долларов.

## Личная жизнь
Женат на Лизе Ньюэлл, имеет двух сыновей.  
Ньюэлл страдал дистрофией Фукса — врождённым заболеванием, при котором разрушается роговица глаза, и в какой-то момент его зрение упало до критического уровня, но две операции по пересадке роговицы вернули ему зрение. «Я не просто стал снова видеть, я стал видеть лучше, чем когда бы то ни было. Я будто бы оказался в волшебной сказке. Тогда до меня дошло, насколько быстро наступает будущее», — вспоминает Ньюэлл.
В числе любимых игр Ньюэлл называл Super Mario 64, Doom и Star Trek, в которые он играл на системе Burroughs. Игра Doom убедила его в том, что видеоигры являются многообещающим будущим в сфере развлечений, а Super Mario 64 доказала ему, что игры тоже являются искусством. Ньюэлл являлся подписчиком популярной MMORPG игры от Blizzard Entertainment — World of Warcraft. Ньюэлл заявил, что является поклонником анимационного сериала «Дружба — это чудо».
По совету друга в качестве хобби Ньюэлл занялся слесарным делом. Вместо машины он поставил в гараже шлифовальный и фрезерный станки, а также бочки с солью для воронения стали. В свободное время Ньюэлл делает и обрабатывает приспособления и игрушки вроде подставок для iPad и мечей. «Мне показалось, что это хороший отдых после постоянного сидения перед экраном», — поясняет Ньюэлл.